# Louis Croïn
Louis Philipp Joseph Croïn, né le 17 août 1843 à Tourcoing et mort dans la même ville le 29 juillet 1902, est un architecte français

## Biographie
Louis Croïn est un architecte exerçant à Tourcoing spécialisé en architecture religieuse.
Il construit deux églises à Tourcoing : le Sacré-Cœur avec l'architecte Charles Leroy, située dans le quartier Gambetta et Saint-Louis  à l'Épidème ; cette dernière désacralisée en 2009 est devenue un lieu d’expérimentation ("le FarLab").
Louis-Marie Cordonnier et Louis Croïn réalisent ensemble l'église Saint Édouard de Lens  ; église reconstruite après la Grande Guerre par L.M. Cordonnier et le fils de ce dernier Louis Stanislas.
Il a par ailleurs dessiné les tribunes d’orgues des églises de Rexpoëde et de Bambecque.
Il devint membre de la société des architectes du Nord en 1888.
Il est le père d’Émile Croïn architecte formé à l'école supérieure des beaux-arts promotion 1902, élève de Henri Deglane.

## Réalisations notables
- 1875-1880, église du Sacré-Cœur de Tourcoing
- 1881, église Saint-Germain de Mouvaux
- 1884-1897, ancienne église Notre-Dame de Lourdes d'Hazebrouck (détruite lors de la Seconde Guerre mondiale)
- Avant 1892, église de  Zuytpeene
- 1891-1894, église Saint-André de Saint-Sylvestre-Cappel
- 1892, église Saint-Louis de Tourcoing: désacralisée et réhabilitée en espace socioculturel[9]
- 1893-1895, tour porche et agrandissement de l'église Saint-Géry[10] de Bierne
- 1895, église Saint-Pierre de La Gorgue
- 1899-1901, église Saint-Édouard de Lens quasiment détruite durant la Première Guerre mondiale et reconstruite à l'identique en 1922-1923 par l'architecte Louis Marie Cordonnier et son fils Louis-Stanislas Cordonnier

## Galerie de photos

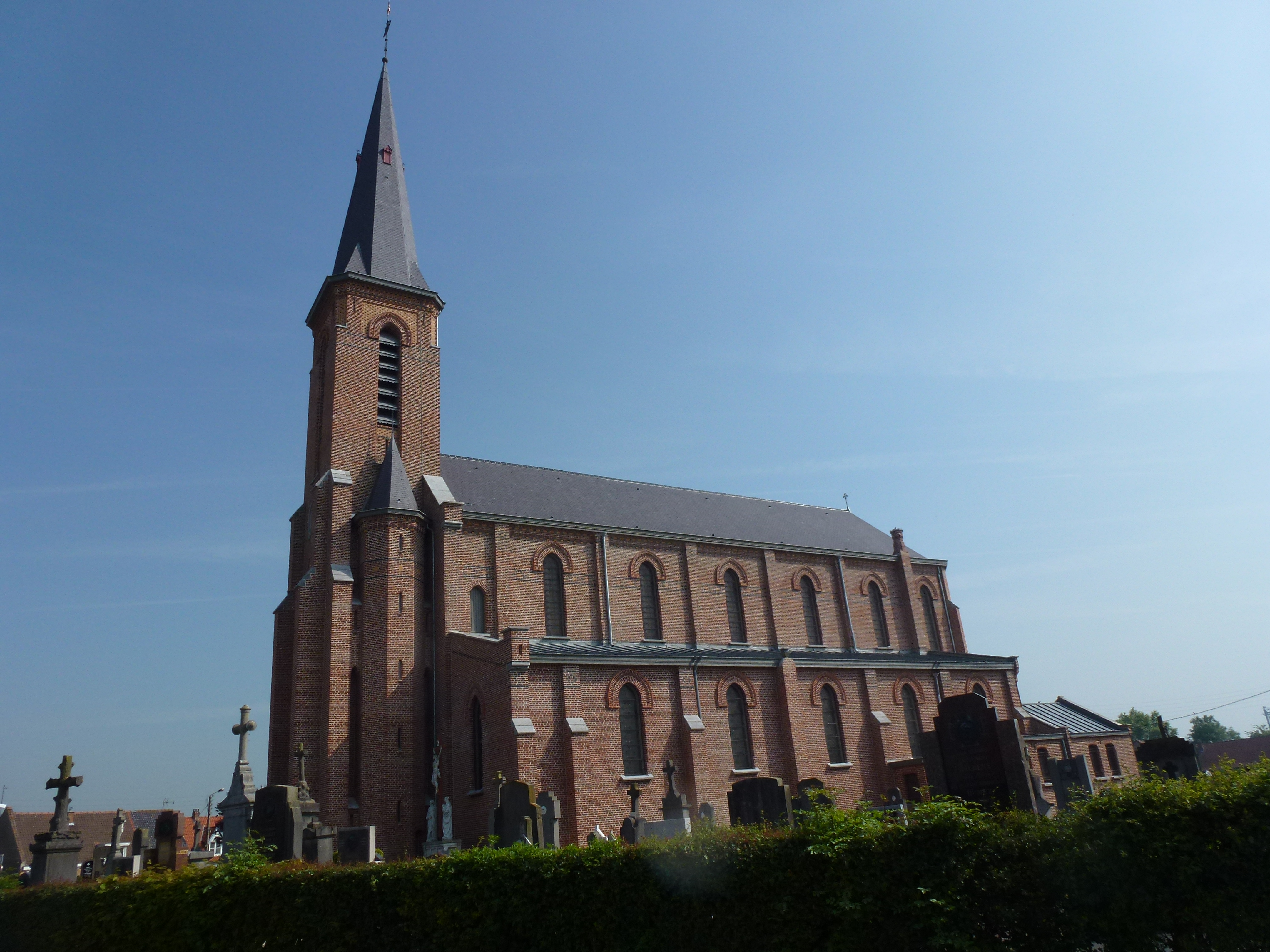
Église de Zuydpeene
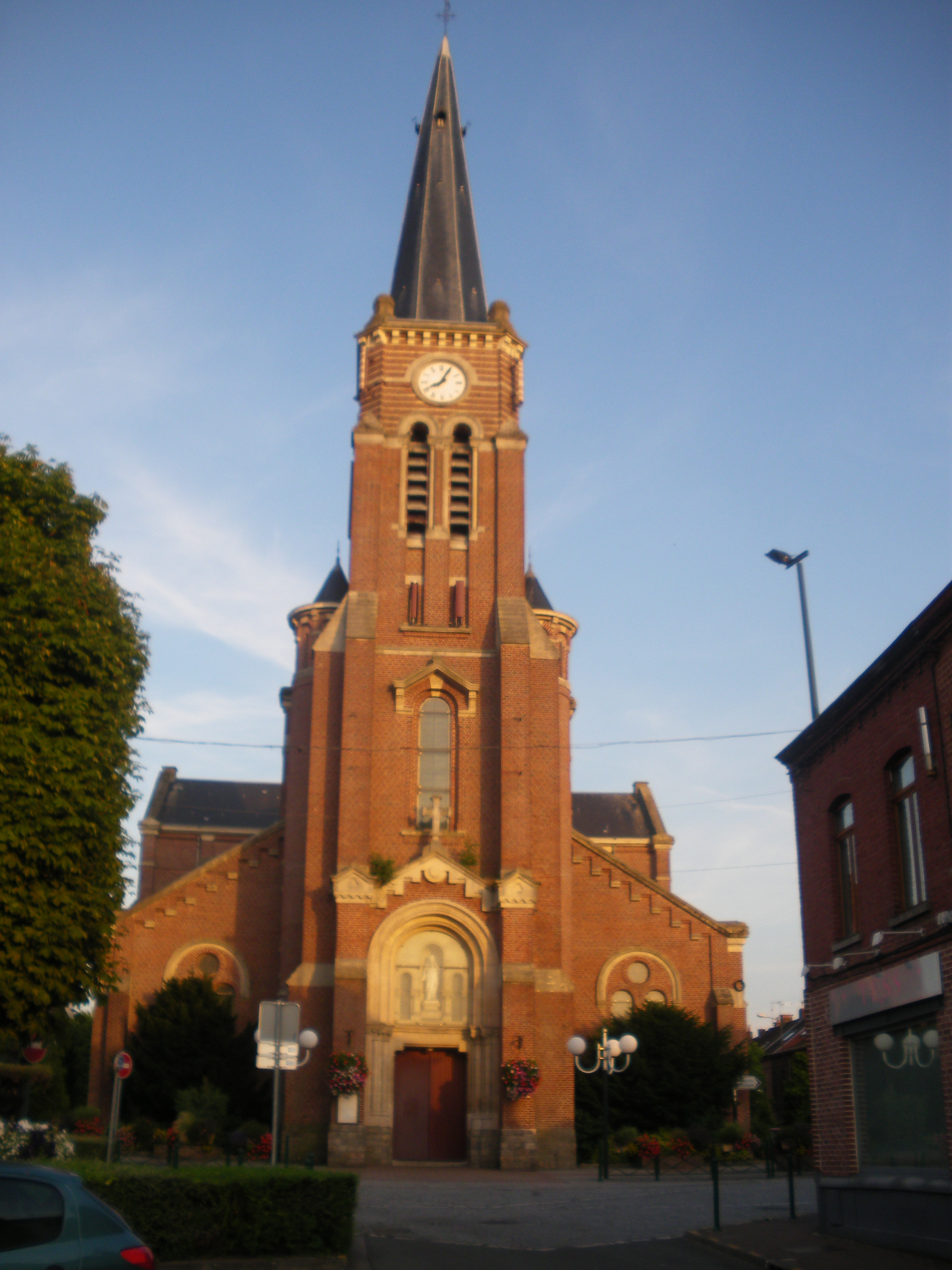
Église Saint-Germain de Mouveaux
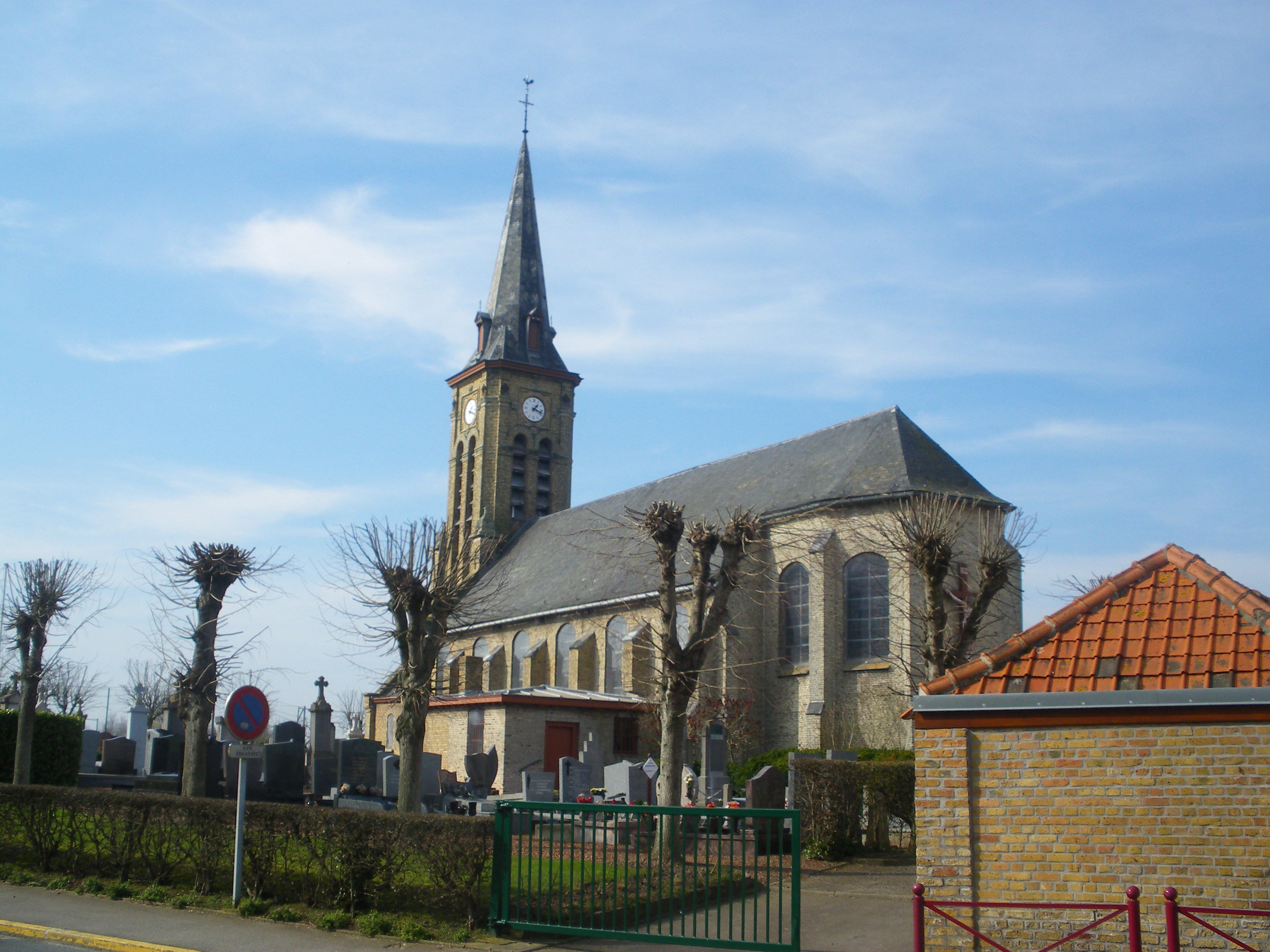
Vue de l'église Saint-Géry de Bierne
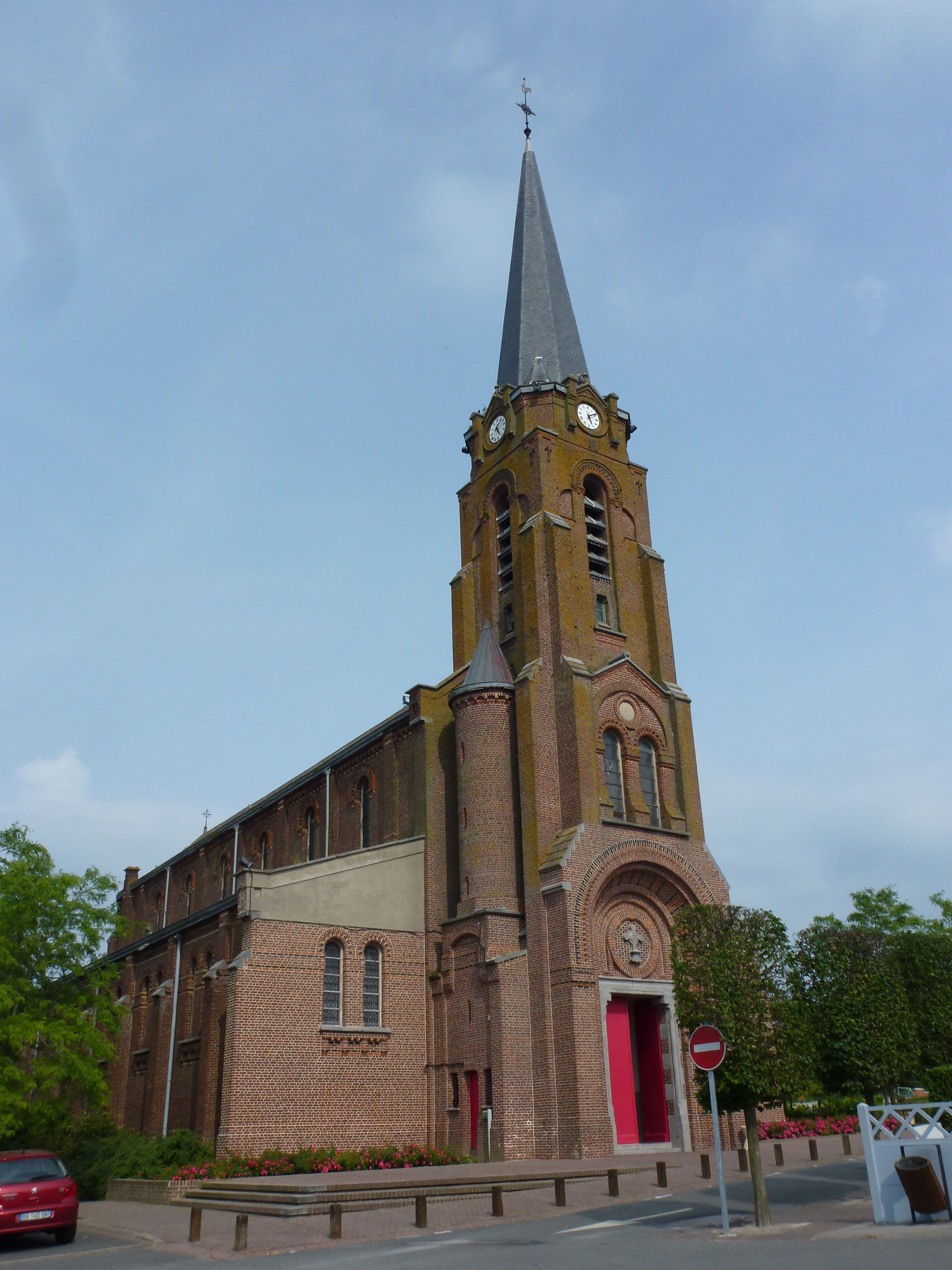
Église Saint-André de Saint-Sylvestre-Cappel